# Arnold Böcklin (lettertype)
Arnold Böcklin is een decoratief lettertype dat in 1904 ontworpen werd bij de lettergieterij Otto Weisert. Het is genoemd ter nagedachtenis aan de in 1901 overleden Zwitserse kunstschilder van het symbolisme Arnold Böcklin. Het is welhaast het bekendste art-nouveaulettertype. Toen de art nouveau opnieuw aan populariteit won in de jaren 1960 en 70, werd dit lettertype eveneens opnieuw populairder.
Omdat het vroeger werd meegeleverd in het tekenprogramma Corel Draw onder de naam Arabian werd het (ten onrechte) gebruikt voor onderwerpen uit het Midden-Oosten.
Arnold Böcklin wordt tegenwoordig digitaal uitgegeven door Adobe in OpenType-formaat en heeft Latin Extended-tekensets.